# Cerro Chato
Cerro Chato är en vulkan i Costa Rica.   Den ligger i provinsen Alajuela, i den nordvästra delen av landet, 90 km nordväst om huvudstaden San José. Toppen på Cerro Chato är 1 140 meter över havet. Cerro Chato ligger vid sjön Laguna Cerro Chato.
Terrängen runt Cerro Chato är huvudsakligen lite bergig. Runt Cerro Chato är det ganska tätbefolkat, med 56 invånare per kvadratkilometer. Närmaste större samhälle är La Fortuna, 5,5 km nordost om Cerro Chato. I omgivningarna runt Cerro Chato växer i huvudsak städsegrön lövskog.